# Prêmio John Howland
O Prêmio John Howland (em inglês:  John Howland Award) é a mais significativa condecoração da American Pediatric Society (APS). Nomeado em memória de John Howland (1873–1926), o prêmio é apresentado anualmente pela APS por "serviços de distinção à pediatria como um todo." Desde 1952, quando Edwards Amasa Park, M.D., recebeu o prêmio Howland inaugural, esta honraria foi concedida a estimados líderes em pediatria acadêmica, cujas contribuições significativas têm avançado a vida das crianças e a profissão de pediatria através de cuidados clínicos, descobertas científicas, aconselhamento e serviço.
O artigo II da Constituição da APS forma a atual base para a seleção do recipiente do prêmio, que estabelece:
Os objetivos desta Sociedade serão reunir homens e mulheres para o avanço do estudo das crianças e suas doenças, para a prevenção da doença e a promoção da saúde na infância, para a promoção da educação e pesquisa pediátrica e para honrar aqueles que, por suas contribuições à pediatria, ajudaram em seu avanço.

## Recipientes
Fonte: APS
- 1952 Edwards Amasa Park
- 1953 Grover F. Powers
- 1954 Béla Schick
- 1955 James L. Gamble
- 1956 Harold K. Faber
- 1957 Ethel Collins Dunham
- 1958 Irvine McQuarrie
- 1959 Daniel C. Darrow
- 1960 Bronson Crothers
- 1961 Rustin McIntosh
- 1962 Joseph Stokes
- 1963 Lawson Wilkins
- 1964 Samuel Z. Levine
- 1965 John Caffey
- 1966 L. Emmett Holt, Jr.
- 1967 Martha May Eliot
- 1968 Paul Gyorgy
- 1969 Allan Macy Butler
- 1970 Josef Warkany
- 1971 Helen Taussig
- 1972 Waldo E. Nelson
- 1973 Louis Diamond
- 1974 Albert Sabin
- 1975 Harry H. Gordon
- 1976 Clement Andrew Smith
- 1977 A. Ashley Weech
- 1978 Charles Alderson Janeway
- 1979 Amos U. Christie
- 1980 C. Henry Kempe
- 1981 Saul Krugman
- 1982 Horace L. Hodes
- 1983 Helen C. Harrison e Harold E. Harrison
- 1984 Henry L. Barnett
- 1985 Wolf W. Zuelzer
- 1986 Richard L. Day
- 1987 Robert Alan Good
- 1988 Joseph Dancis
- 1989 Barton Childs
- 1990 Julius Benjamin Richmond
- 1991 Robert E. Cooke e Roland B. Scott
- 1992 Gilbert B. Forbes
- 1993 Lewis A. Barness
- 1994 Sydney S. Gellis
- 1995 Floyd W. Denny
- 1996 Mildred Stahlman
- 1997 Melvin Malcolm Grumbach
- 1998 Robert J. Haggerty
- 1999 Abraham M. Rudolph
- 2000 Samuel Katz
- 2001 Delbert A. Fisher
- 2002 Howard A. Pearson
- 2003 David Gordon Nathan
- 2004 Frederick C. Battaglia
- 2005 Mary Ellen Avery
- 2006 Kurt Hirschhorn
- 2007 Ralph Feigin
- 2008 Richard B. Johnston
- 2009 Jerold F. Lucey
- 2010 Charles Scriver
- 2011 Russell W. Chesney
- 2012 Philip A. Pizzo
- 2013 Elizabeth R. McAnarney
- 2014 Rebecca Hatcher Buckley
- 2015 Catherine D. DeAngelis [3]
- 2016 Barbara J. Stoll [4]